# Zababdeh
Zababdeh of Az Zababida is een landelijk Palestijns stadje in het noorden van de Westelijke Jordaanoever met grote christelijke gemeenschappen.
De geschiedenis van Zababdeh gaat terug tot de Romeinse en Byzantijnse tijd. In de 7e eeuw werd de plaats in de godsdienststrijd verwoest en in de 17e eeuw gingen er zich weer mensen vestigen. Zowel de Rooms-Katholieke Kerk, de Melkitische Grieks-katholieke Kerk als de anglicanen hebben hier eigen kerkgebouwen. Zababdeh ligt 15 km ten zuidoosten van Jenin en 2 km van de Arab American University in de buurt van Jenin. Het wettelijk grondgebied omvat 5719 dunams (1 dunam is 1000m²). Twee derde is bedekt met olijfbomen en vijgenbomen. Volgens het Palestijnse Bureau voor de Statistiek telde de snel groeiende bevolking in 2007 3665 inwoners (in 1967 1500; in 1987 2400), waarvan twee derde christenen. Volgens de Palestijnse wetgeving heeft de plaats daarom een christelijke burgemeester.
Zababdeh is de geboorteplaats van Jamal Khader (1964), een van de oprichters en voormannen van Kairos Palestina, de beweging van Palestijnse christenen die de vermeende bezetting door Israël aanklaagt.

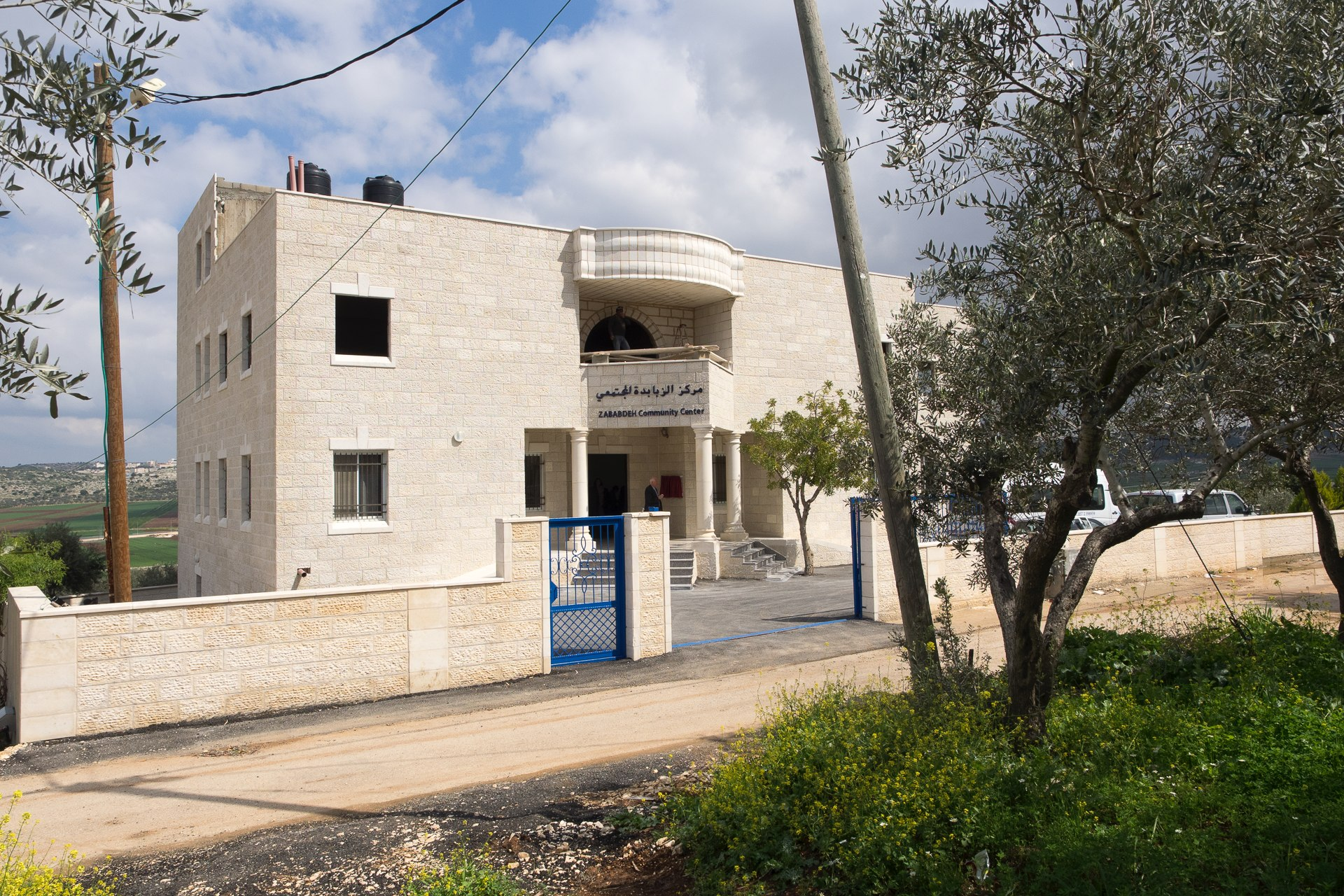
Zababdeh Community Center

In Zababdeh staat een buurthuis, het Zababdeh Community Center, dat door de Nederlandse stichting Tabitha Ministries is gebouwd. Het centrum omvat een speeltuin, een kinderopvang en ontmoetingsruimtes voor mensen uit Zababdeh en omgeving.

## Partnersteden
- Elsene, België[2]
- Graz, Oostenrijk